# Brian van Loo
Brian van Loo (Almelo, 2 april 1975) is een Nederlands voormalig betaald voetballer die als keeper speelde.

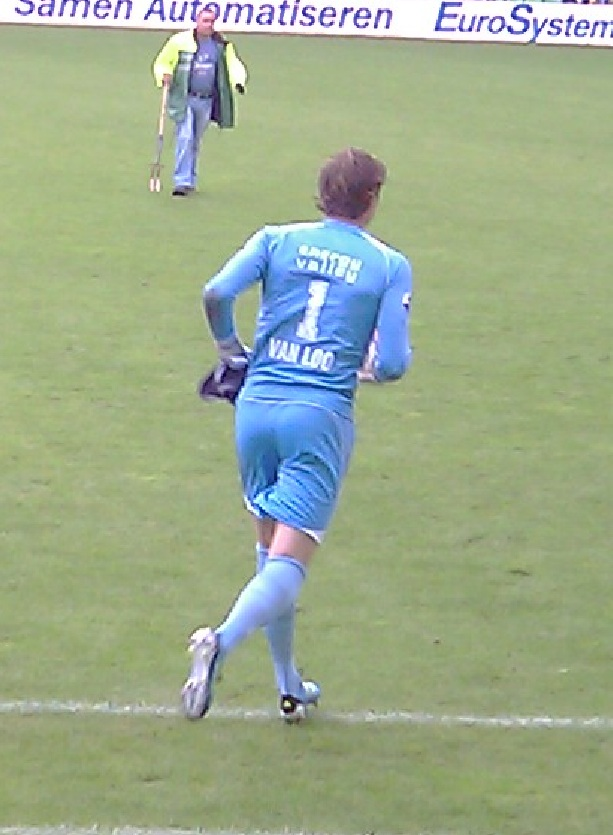
Brian van Loo (2011)

## Clubcarrière

### Heracles Almelo
Van Loo debuteerde in 1999 voor Heracles Almelo in het betaalde voetbal. Eerder speelde hij voor PH en Stevo. Bij de club uit zijn geboortestad Almelo speelde hij zes jaar in de basis en werd hij in 2005 kampioen van de Eerste divisie. In de Eredivisie kwam hij het seizoen daarna drie keer in actie, omdat hij tweede keeper was achter de Duitser Martin Pieckenhagen.

### FC Groningen
In 2006 verkaste hij naar FC Groningen, waar hij reservekeeper werd achter Bas Roorda. Op zondag 18 maart 2007 maakte Van Loo zijn debuut bij FC Groningen in de thuiswedstrijd tegen FC Twente. De doelman moest het veld al na 16 minuten verlaten na een ongelukkige botsing met verdediger Antoine van der Linden. Op vrijdag 30 maart 2007 kreeg Van Loo een tweede kans in het eerste elftal. Trainer Ron Jans liet van Loo de hele wedstrijd tegen Roda JC in het doel staan. Dit was de eerste volledige wedstrijd van Van Loo. De eindstand was overigens 0-1, waar hij een groot aandeel in had, aangezien hij een redding verrichtte, terwijl de bal al ver over de doellijn was. 
Van Loo was in het seizoen 2007/08 de eerste keeper van FC Groningen. In de voorbereiding won hij de concurrentiestrijd van zijn collegakeeper Luciano da Silva. Het seizoen erna gaf trainer Jans de voorkeur aan Da Silva en moest Van Loo genoegen nemen met een plek op de bank. In seizoen 2011/12 waren de rollen weer omgedraaid. In de voorbereiding was coach Pieter Huistra van mening dat Da Silva te veel fouten maakte en Van Loo zijn plaats als basiskeeper weer verdiende.

### Heracles Almelo
In juni 2012 keerde Van Loo terug bij Heracles als reservekeeper. Een jaar later stopte hij met het spelen van betaald voetbal.

## Clubstatistieken[1]
| Seizoen                                 | Club            | Land            | Competitie      | Duels | Goals |
| --------------------------------------- | --------------- | --------------- | --------------- | ----- | ----- |
| 1999/00                                 | Heracles Almelo | Nederland       | Jupiler League  | 32    | 0     |
| 2000/01                                 | Heracles Almelo | Nederland       | Jupiler League  | 33    | 0     |
| 2001/02                                 | Heracles Almelo | Nederland       | Jupiler League  | 34    | 0     |
| 2002/03                                 | Heracles Almelo | Nederland       | Jupiler League  | 34    | 0     |
| 2003/04                                 | Heracles Almelo | Nederland       | Jupiler League  | 35    | 0     |
| 2004/05                                 | Heracles Almelo | Nederland       | Jupiler League  | 27    | 0     |
| 2005-2006                               | Heracles Almelo | Nederland       | Eredivisie      | 2     | 0     |
| 2006/07                                 | FC Groningen    | Nederland       | Eredivisie      | 6     | 0     |
| 2007/08                                 | FC Groningen    | Nederland       | Eredivisie      | 34    | 0     |
| 2008/09                                 | FC Groningen    | Nederland       | Eredivisie      | 1     | 0     |
| 2009/10                                 | FC Groningen    | Nederland       | Eredivisie      | 18    | 0     |
| 2010/11                                 | FC Groningen    | Nederland       | Eredivisie      | 4     | 0     |
| 2011/12                                 | FC Groningen    | Nederland       | Eredivisie      | 29    | 0     |
| 2012/13                                 | Heracles Almelo | Nederland       | Eredivisie      | 2     | 0     |
| Carrière totaal                         | Carrière totaal | Carrière totaal | Carrière totaal | 290   | 0     |
| Bijgewerkt t/m 30 apr 2012 22:42 (CEST) |                 |                 |                 |       |       |

## Trainerscarrière
Direct na het beëindigen van zijn spelerscarrière trad van Loo bij FC Groningen in dienst als keeperstrainer. Vanaf 2014 is hij keeperstrainer bij Heracles.